# Priapella intermedia
Priapella intermedia är en fiskart som beskrevs av Álvarez och José Maria Carranza 1952. Priapella intermedia ingår i släktet Priapella och familjen Poeciliidae. IUCN kategoriserar arten globalt som livskraftig. Inga underarter finns listade i Catalogue of Life.